# خان زمان علي أصغر
خان زمان علي أصغر (توفي حوالي 1155 هـ / 1743 م) أحد الأمراء البارزين والنبلاء خلال إمبراطورية المغول، كان قد تم تعيينه "خان زمان خان بهادور" للإمبراطور جلال الدين الدين. ظل في العديد من المناصب الهامة خلال الحكام الآخرون لباهدور شاه الأول، وجهاندر شاه، وفاروخسيار ، شمس الدين رفيع الدرجات، وشاه جهان الثاني، ومحمد شاه .
قام ببناء الحصن في فيروزيبور جيركا. توفي في شهجهانباد (دلهي) في 4 ذو الحجة 1155 هـ / 30 يناير 1743 عن عمر يناهز 70 عامًا.

## الزواج والأطفال
تزوج لأول مرة من أخت إسلام خان الخامس أيضًا ابنة عبد الخالق بن بارخورد خان الأول. وكانت زوجته الثانية شاه بيبي ، ابنة قاضي سيد أسد الله من رواري وحفيدة عبد الهادي ابن قاضي إبراهيم.

## أنظر أيضا
- سيد رافي محمد